# Ai Tsunoda

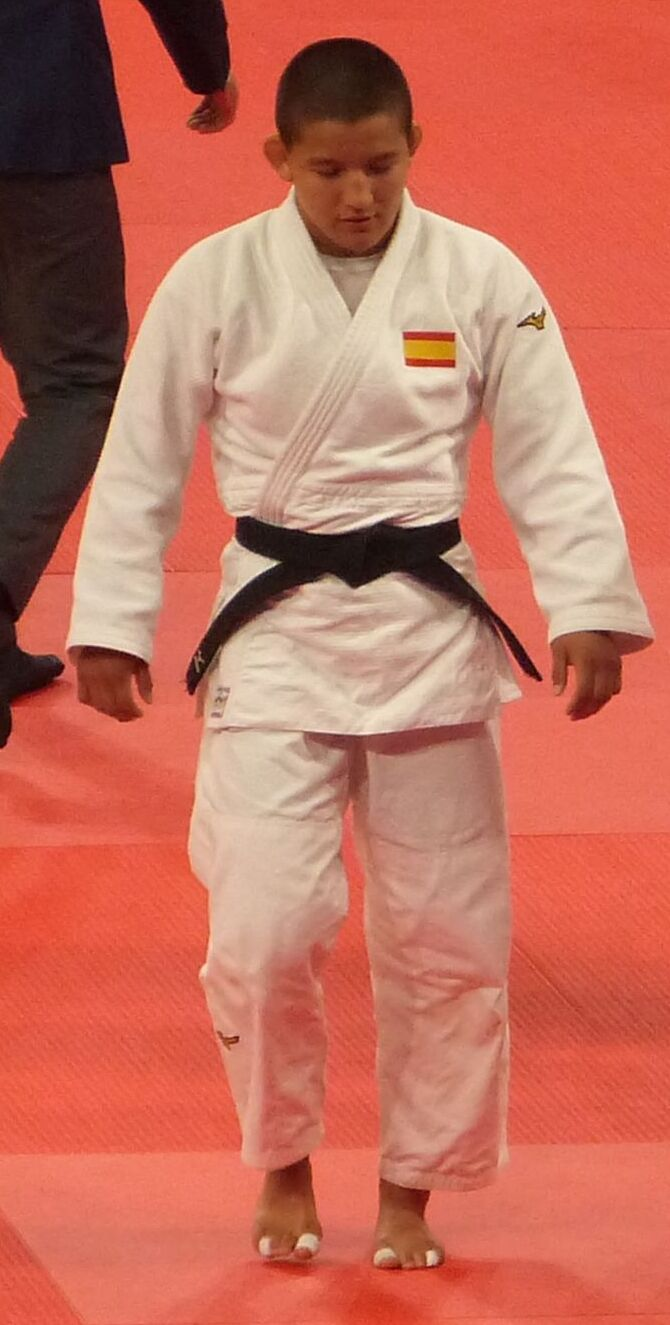
Ai Tsunoda bei den Olympischen Spielen 2024

Ai Tsunoda Roustant (* 19. April 2002 in Lleida) ist eine spanische Judoka. Sie war 2022 Siegerin im Mittelgewicht bei den Mittelmeerspielen. 2024 wurde sie Europameisterschaftsdritte.

## Sportliche Karriere
Ai Tsunoda ist die Tochter eines japanischen Judotrainers und einer Französin, die in Spanien geboren und aufgewachsen ist. Sie tritt seit 2017 bei internationalen Wettkämpfen an und kämpft im Mittelgewicht, der Gewichtsklasse bis 70 Kilogramm. 2019 gewann sie den Titel bei den Kadetten-Europameisterschaften in Warschau. Im Finale der Junioren-Europameisterschaften unterlag sie 2019 der drei Jahre älteren Kelly Petersen-Pollard aus dem Vereinigten Königreich. Zwei Wochen nach den Junioren-Europameisterschaften siegte Tsunoda bei den Kadetten-Weltmeisterschaften in Almaty. 2019 gewann sie auch ihren ersten spanischen Meistertitel.
Nach einer Kampfpause wegen der COVID-19-Pandemie erkämpfte Tsunoda bei den Junioren-Europameisterschaften im November 2020 eine Bronzemedaille. Im Dezember 2020 wurde sie zum zweiten Mal spanische Meisterin. Nachdem sie im September 2021 erneut Bronze bei den Junioren-Europameisterschaften gewonnen hatte siegte sie einen Monat später bei den Junioren-Weltmeisterschaften in Olbia, wo sie im Finale die Kroatin Lara Cvjetko bezwang. Im Dezember gewann Tsunoda ihren dritten spanischen Meistertitel.
Anfang Juni 2022 erreichte Tsunoda das Finale beim Grand Slam in Tiflis und unterlag dann der Niederländerin Sanne van Dijke. Ende Juni bei den Mittelmeerspielen in Oran bezwang Tsunoda im Halbfinale die Slowenin Anka Pogačnik und im Finale die Tunesierin Nihel Landolsi. Im August gewann sie im Finale der Junioren-Weltmeisterschaften in Guayaquil gegen die Türkin Fidan Ögel. Einen Monat später wurde Tsunoda mit einem Sieg über die Österreicherin Elena Dengg auch erstmals Junioren-Europameisterin.
Nach einem dritten Platz beim Grand Slam in Tokio Ende 2022 siegte Tsunoda im Februar 2023 in Paris erstmals bei einem Grand-Slam-Turnier. Im April 2024 bei den Europameisterschaften in Zagreb bezwang sie im Viertelfinale die Kroatin Lara Cvjetko und verlor im Halbfinale gegen die andere Kroatin Barbara Matić. Im Kampf um Bronze konnte sie sich gegen die Portugiesin Joana Crisóstomo durchsetzen. Bei den Olympischen Spielen 2024 in Paris belegte Tsunoda den fünften Platz, nachdem sie den Kampf um Bronze gegen die Österreicherin Michaela Polleres verloren hatte.